# Макміннвілл (Орегон)
Макміннвілл (англ. McMinnville) — місто (англ. city) в США, в окрузі Ямгілл штату Орегон. Населення — 34 319 осіб (2020).

## Географія
Макміннвілл розташований за координатами 45°12′40″ пн. ш. 123°11′31″ зх. д. / 45.21111° пн. ш. 123.19194° зх. д. (45.210994, -123.191829).  За даними Бюро перепису населення США в 2010 році місто мало площу 27,39 км², уся площа — суходіл.

### Клімат
| Клімат : Макміннвілл                             | Клімат : Макміннвілл | Клімат : Макміннвілл | Клімат : Макміннвілл | Клімат : Макміннвілл | Клімат : Макміннвілл | Клімат : Макміннвілл | Клімат : Макміннвілл | Клімат : Макміннвілл | Клімат : Макміннвілл | Клімат : Макміннвілл | Клімат : Макміннвілл | Клімат : Макміннвілл | Клімат : Макміннвілл |
| Показник                                         | Січ.                 | Лют.                 | Бер.                 | Квіт.                | Трав.                | Черв.                | Лип.                 | Серп.                | Вер.                 | Жовт.                | Лист.                | Груд.                | Рік                  |
| Абсолютний максимум, °C                          | 20,6                 | 22,2                 | 30,6                 | 37,2                 | 37,8                 | 43,3                 | 43,3                 | 42,2                 | 41,1                 | 35,0                 | 23,9                 | 22,2                 | 43,3                 |
| Середній максимум, °C                            | 8,7                  | 10,4                 | 13,3                 | 16,1                 | 19,8                 | 22,7                 | 27,4                 | 27,9                 | 24,6                 | 17,1                 | 11,1                 | 7,6                  | 17,3                 |
| Середній мінімум, °C                             | 1,1                  | 1,5                  | 2,8                  | 4,1                  | 6,2                  | 8,3                  | 10,4                 | 10,3                 | 8,4                  | 5,1                  | 3,4                  | 1,0                  | 5,2                  |
| Абсолютний мінімум, °C                           | −21,7                | −17,2                | −10                  | −4,4                 | −4,4                 | −0,6                 | 1,1                  | −1,1                 | −3,9                 | −6,7                 | −12,8                | −20,6                | −21,7                |
| Норма опадів, мм                                 | 155                  | 113                  | 102                  | 74                   | 57                   | 39                   | 13                   | 15                   | 35                   | 80                   | 172                  | 155                  | 1010                 |
| Днів з опадами                                   | 18                   | 16                   | 16                   | 13                   | 10                   | 7                    | 2                    | 3                    | 6                    | 11                   | 17                   | 19                   | 138                  |
| ------------------------------------------------ | -------------------- | -------------------- | -------------------- | -------------------- | -------------------- | -------------------- | -------------------- | -------------------- | -------------------- | -------------------- | -------------------- | -------------------- | -------------------- |
| Джерело: NWS, Weatherbase for precipitation days |                      |                      |                      |                      |                      |                      |                      |                      |                      |                      |                      |                      |                      |

## Демографія
Згідно з переписом 2010 року, у місті мешкало 32 187 осіб у 11 674 домогосподарствах у складі 7779 родин. Густота населення становила 1175 осіб/км².  Було 12389 помешкань (452/км²).
Расовий склад населення:
| - 82,2 % — білих - 1,5 % — азіатів - 1,2 % — корінних американців - 0,7 % — чорних або афроамериканців - 0,2 % — вихідців з тихоокеанських островів - 10,7 % — осіб інших рас |

До двох чи більше рас належало 3,5 %. Частка іспаномовних становила 20,6 % від усіх жителів.
За віковим діапазоном населення розподілялося таким чином: 25,8 % — особи молодші 18 років, 59,6 % — особи у віці 18—64 років, 14,6 % — особи у віці 65 років та старші. Медіана віку мешканця становила 34,0 року. На 100 осіб жіночої статі у місті припадало 93,0 чоловіків;  на 100 жінок у віці від 18 років та старших — 89,7 чоловіків також старших 18 років.
Середній дохід на одне домашнє господарство  становив 60 695 доларів США (медіана — 45 588), а середній дохід на одну сім'ю — 67 255 доларів (медіана — 53 715). Медіана доходів становила 45 617 доларів для чоловіків та 35 264 долари для жінок. За межею бідності перебувало 21,2 % осіб, у тому числі 30,7 % дітей у віці до 18 років та 4,6 % осіб у віці 65 років та старших.
Цивільне працевлаштоване населення становило 13 607 осіб. Основні галузі зайнятості: освіта, охорона здоров'я та соціальна допомога — 22,6 %, виробництво — 17,0 %, роздрібна торгівля — 11,7 %, мистецтво, розваги та відпочинок — 8,5 %.